# Danuta Jędrejek
Danuta Jędrejek z domu Panasiuk (ur. 17 stycznia 1947 w Białej Podlaskiej) – polska lekkoatletka, olimpijka.

## Kariera
Startowała w biegach sprinterskich. Na igrzyskach olimpijskich w 1972 w Monachium wystąpiła w sztafecie 4 × 100 metrów, która w finale zajęła 8. miejsce. Trzykrotnie brała udział w mistrzostwach Europy, w ostatnich odnosząc największy sukces. W Atenach w 1969 odpadła w półfinale biegu na 100 metrów, a w sztafeta 4 × 100 metrów z jej udziałem zajęła 5. miejsce w finale. W Helsinkach w 1971 ponownie odpadła w półfinale biegu na 100 metrów, a w sztafecie 4 × 100 metrów była czwarta. Wreszcie w Rzymie w 1974 po raz kolejny odpadła w półfinale biegu na 100 metrów, a w sztafecie zdobyła brązowy medal (wraz z Ewą Długołęcką, Barbarą Bakulin i Ireną Szewińską). Podczas halowych mistrzostw Europy w 1973 w Rotterdamie odpadła w eliminacjach biegu na 60 metrów.
Była mistrzynią Polski w biegu na 100 metrów w 1969 oraz sześciokrotną wicemistrzynią: w biegu na 100 metrów w 1971 i 1975, w biegu na 200 metrów w 1969 i 1975 oraz w sztafecie 4 × 100 metrów w 1980 i 1982. Zdobyła również brązowe medale w biegu na 100 metrów w 1972 i 1973, w biegu na 200 metrów w 1968 i 1978, w biegu na 400 metrów w 1977, w sztafecie 4 × 100 metrów w 1977, 1979 i 1981 oraz w sztafecie 4 × 400 metrów w 1978 i 1980, a także srebrny medal w biegu na 60 metrów w HMP w 1973.
Startowała w finale Pucharu Europy w 1970 w sztafecie 4 × 100 metrów (5. miejsce). Wystąpiła w 27 meczach reprezentacji Polski (1 zwycięstwo indywidualne). Dziewięć razy poprawiała rekord Polski w sztafecie 4 × 100 metrów (do wyniku 43,22 s). 31 maja 1976 roku we francuskim Bourges wraz Ewą Długołęcką, Barbarą Bakulin oraz Heleną Fliśnik ustanowiła wciąż aktualny (grudzień 2020) rekord Polski w biegu rozstawnym 4 × 200 metrów.
Rekordy życiowe:
- bieg na 100 metrów – 11,56 s
- bieg na 200 metrów – 23,73 s
- bieg na 400 metrów – 53,70 s
- skok w dal – 6,07 m

Była zawodniczką Startu Lublin. Jej trenerem był Andrzej Krychowski.
Jest absolwentką Liceum Ogólnokształcącego w Łukowie. Mieszka w Lublinie.